# Myronides kaupii
Myronides kaupii är en insektsart som beskrevs av Carl Stål 1875. Myronides kaupii ingår i släktet Myronides och familjen Phasmatidae. Inga underarter finns listade i Catalogue of Life.